# Bronzeguan

Verbreitungsgebiet des Bronzeguan

Der Bronzeguan (Penelope obscura) ist eine Vogelart aus der Familie der Hokkohühner (Cracidae).
Die Art wurde früher als konspezifisch mit dem Yungasguan (Penelope bridgesi) sowie mit dem Spixguan (Penelope jacquacu) angesehen.
Der Vogel kommt in Uruguay, im Nordosten Argentiniens, im äußersten Süden Paraguays und in Brasilien östlich von Minas Gerais südlich bis Rio Grande do Sul.
Der Lebensraum umfasst Wälder im Tiefland und Bergland, hohe Bäume, Galeriewald, kleine bewaldete Flussinseln, Plantagen, Sekundärwald bis 2300 m Höhe.
Im gleichen Lebensraum kommt lediglich der wesentlich kleinere Weißstirnguan (Penelope superciliaris) vor.

## Merkmale
Die Art ist 68–75 cm groß und wiegt 1000–1200 g.
Wie der Name schon sagt, ist das Gefieder insgesamt dunkel, auch die Beine und die unbefiederte Gesichtshaut. Die Iris ist beim Männchen rot und hellbraun beim Weibchen, ansonsten unterscheiden die Geschlechter sich nicht. Jungvögel sind mit 40 Tagen noch etwas kleiner und haben eine weiße Kehle.
Die Art unterscheidet sich vom erheblich kleineren Weißstirnguan (Penelope superciliaris) durch die weiße Strichelung an Brust und Nacken und am Rücken. Im gleichen Lebensraum kommt auch der Schwarzmaskenguan (Pipile jacutinga) vor, der wesentlich größer ist und weiße Fiederung an Kopf an den Flügeln aufweist.

## Geografische Variation
Die Art ist monotypisch.
Die frühere Unterart (Ssp.) P. o. bridgesi Gray, GR, 1860 wurde im Jahre 2021 als selbständige Art Yungasguan anerkannt.
Die früher über viele Jahre anerkannte Unterart P. o. bronzina (Hellmayr, 1914) wird aufgrund neuerer morphologischer Untersuchungen als Synonym und nicht als abgrenzbare Unterart angesehen.

## Stimme
Die Lautäußerungen werden als lautes, raues „oaaaao“, mehr melodiös ansteigend oder leicht bellend beschrieben, der Alarmruf ist ein wiederholtes „wow“.

## Lebensweise
Die Art ist vermutlich ein Standvogel. Im Südosten und Süden Brasiliens kommt es zu örtlichen Wanderungen zwischen November und Februar, wenn Früchte in niedrigeren Höhenlagen reif sind.
Die Nahrung besteht zu etwa 77 % aus Früchten, hinzu kommen Blätter und Blüten, die hauptsächlich auf Bäumen einzeln, paarweisem aber auch in kleineren Gruppen gesucht werden. In der Dämmerung kommt der Vogel an Flüsse und Wasserstellen zum Trinken.
Es konnte nachgewiesen werden, dass er in Palmfrüchten aufgenommene Rüsselkäfer lebend ausscheidet.
Zum Balzverhalten gehört das Aufblähen des roten Kehlsackes, das Anheben und Spreizen des Schwanzes sowie Flüge mit schnellem, weithin hörbaren Flügelschlägen.
Das Nest ist eine flache Schale aus Zweigen, mit Blättern ausgelegt, und findet sich 3–10 cm über dem Boden in dichter Vegetation auf einem Baum. Das Gelege besteht aus 2–3 cremefarbenen Eiern, die über 28 Tage bebrütet werden.

## Etymologie und Forschungsgeschichte
Die Erstbeschreibung des Bronzeguans erfolgte 1815 durch Coenraad Jacob Temminck unter dem wissenschaftlichen Namen Penelope obscura. Als Verbreitungsgebiet gab er Paraguay basierend auf Yacú del yacúhú von Félix de Azara an. 1786 führte Blasius Merrem die neue Gattung Penelope ein. Dieser Begriff ist vermutlich auf Penelope zurückzuführen. Der Artname obscura hat seinen Ursprung in lateinisch obscurus ‚dunkel, düster, unklar‘. Bronzina stammt von lateinisch bronzinus ‚bronzefarben‘ ab. Alfred Laubmann hatte für sein Werk Die Vögel von Paraguay keinen Balg zur Verfügung. In der Literatur sah er z. B. am Río Bermejo und Río Pilcomayo durch John Graham Kerr, am Río Bermejo durch Carl Eduard Hellmayr und am Río Confuso durch Arnaldo de Winkelried Bertoni Nachweise für das Land.

## Gefährdungssituation
Der Bestand gilt als „nicht gefährdet“ (Least Concern).